# 侯於薊
侯於薊（?—?），四川省順慶府營山縣城北石山舖人，清朝政治人物，同进士出身。
乾隆七年（1742年），登壬戌科進士，授宜君县知县，后官至廣東惠州軍民府同知，誥授奉政大夫。